# Candidella johnsoni
Candidella johnsoni is een zachte koraalsoort uit de familie Primnoidae. De koraalsoort komt uit het geslacht Candidella. Candidella johnsoni werd in 1889 voor het eerst wetenschappelijk beschreven door Wright & Studer. 